# Hypelate
Hypelate es un género con siete especies de plantas de flores perteneciente a la familia Sapindaceae. 

## Especies seleccionadas
- Hypelate cochinchinensis
- Hypelate dentata
- Hypelate diversifolia
- Hypelate geniculata
- Hypelate oblongifolia
- Hypelate paniculata
- Hypelate trifoliata